# 天府穴

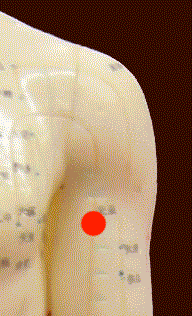
圖中紅點處為天府穴

天府穴（LU 3），穴位名，屬於手太陰肺經，出自《靈樞‧本輸》。
古代取此穴時，多令患者以手伸直，用鼻尖點臂上，到處是穴。而鼻屬肺竅，肺藉鼻而外通天氣，肺為人身諸氣之府，所以此穴稱為天府。

## 定位
定位：在上臂內側面，肱二頭肌橈側溝中，腋前紋頭下三寸處。

## 取穴法
取法：腋前紋頭下三寸處，肱二頭肌橈側溝中。或臂向前平舉，俯頭鼻尖接觸上臂內側是穴。或兩手下垂，與乳相平處是穴。
- 《針灸甲乙經》：在腋下三寸，臂臑內廉[1]動脈中。
- 《針灸大成》：腋下三寸，肘腕上五寸，動脈中，用鼻尖點墨，到處是穴。

## 刺灸法
直刺0.3-0.5寸，可灸
- 《針灸大成》：禁灸，針四分，留七呼。

## 主治
功能：宣散肺邪，清肺涼血。
主治：喘咳，鼻衄，吐血，癭氣，上臂內側痛。
- 《針灸大成》：主暴痺，口鼻衄血，中風邪，泣出喜忘，飛屍惡疰，鬼語，喘息，寒熱瘧，目眩，遠視，癭氣。
- 《千金翼》：身重嗜眠，灸天府五十壯，針三分補之。

## 配伍
- 《千金方》：天府、臑會穴、氣舍穴，主瘤癭氣咽腫。
- 《百症賦》：天府、合谷穴，鼻中衄血宜追。

## 參看
腧穴列表